# Gallirallus striatus
Gallirallus striatus е вид птица от семейство Rallidae. Видът е незастрашен от изчезване.

## Разпространение
Разпространен е в Бангладеш, Бруней, Камбоджа, Китай, Индия, Индонезия, Лаос, Малайзия, Мианмар, Филипини, Сингапур, Шри Ланка, Тайван, Тайланд и Виетнам.